# Хаджі (Росія)
Хаджі́ (рос. Хаджи, ерз. Хаджи) — присілок у складі Лямбірського району Мордовії, Росія. Входить до складу Кривозер'євського сільського поселення.

## Населення
Населення — 161 особа (2010; 144 у 2002).
Національний склад (станом на 2002 рік):
- татари — 96 %